# Monomma prolatum prolatum
Monomma prolatum prolatum es una subespecie de coleóptero de la familia Monommatidae.

## Distribución geográfica
Habita en Madagascar.